# 1997-es rövid pályás úszó-világbajnokság
Az 1997-es rövid pályás úszó-világbajnokságot április 17. és április 20. között rendezték Göteborgban, a Scandinavium Arénában. A vb-n 32 versenyszámban avattak világbajnokot.

## Éremtáblázat
| Hely | Nemzet             | Arany | Ezüst | Bronz | Összesen |
| 1.   | Ausztrália         | 9     | 2     | 8     | 19       |
| 2.   | Kína               | 6     | 5     | 2     | 13       |
| 3.   | Svédország         | 3     | 3     | 1     | 7        |
| 4.   | Németország        | 2     | 6     | 5     | 13       |
| 5.   | Egyesült Államok   | 2     | 5     | 5     | 12       |
| 6.   | Kuba               | 2     | 0     | 0     | 2        |
| 6.   | Costa Rica         | 2     | 0     | 0     | 2        |
| 6.   | Venezuela          | 2     | 0     | 0     | 2        |
| 9.   | Egyesült Királyság | 1     | 1     | 4     | 6        |
| 10.  | Brazília           | 1     | 1     | 0     | 2        |
| 11.  | Dánia              | 1     | 0     | 0     | 1        |
| 11.  | Fehéroroszország   | 1     | 0     | 0     | 1        |
| 13.  | Oroszország        | 0     | 3     | 1     | 4        |
| 14.  | Szlovákia          | 0     | 1     | 1     | 2        |
| 14.  | Lengyelország      | 0     | 1     | 1     | 2        |
| 14.  | Ukrajna            | 0     | 1     | 1     | 2        |
| 17.  | Japán              | 0     | 1     | 0     | 1        |
| 17.  | Új-Zéland          | 0     | 1     | 0     | 1        |
| 17.  | Románia            | 0     | 1     | 0     | 1        |
| 20.  | Kanada             | 0     | 0     | 1     | 1        |
| 20.  | Hollandia          | 0     | 0     | 1     | 1        |
| 20.  | Puerto Rico        | 0     | 0     | 1     | 1        |
|      |                    |       |       |       |          |
|      | Összesen           | 32    | 32    | 32    | 96       |

## Eredmények
- WR = világrekord (World Record)
- CR = világbajnoki rekord (világbajnokságokon elért eddigi legjobb eredmény) (Championship Record)
- ER = Európa-rekord (európai versenyző által elért eddigi legjobb eredmény) (European Record)

### Férfi
| Versenyszám               | Arany                                                                             | Arany      | Ezüst                                                                                | Ezüst      | Bronz                                                                            | Bronz    |
| ------------------------- | --------------------------------------------------------------------------------- | ---------- | ------------------------------------------------------------------------------------ | ---------- | -------------------------------------------------------------------------------- | -------- |
| 50 m-es gyorsúszás        | Francisco Sánchez · Venezuela                                                     | 21,80      | Mark Foster · Egyesült Királyság                                                     | 22,03      | Ricardo Busquets · Puerto Rico                                                   | 22,17    |
| 100 m-es gyorsúszás       | Francisco Sánchez · Venezuela                                                     | 47,86      | Gustavo Borges · Brazília                                                            | 48,16      | Michael Klim · Ausztrália                                                        | 48,21    |
| 200 m-es gyorsúszás       | Gustavo Borges · Brazília                                                         | 1:45,45    | Trent Bray · Új-Zéland                                                               | 1:45,81    | Lars Conrad · Németország                                                        | 1:46,44  |
| 400 m-es gyorsúszás       | Jacob Carstensen · Dánia                                                          | 3:43,44    | Chad Carvin · Egyesült Államok                                                       | 3:43,73    | Grant Hackett · Ausztrália                                                       | 3:43,83  |
| 1500 m-es gyorsúszás      | Grant Hackett · Ausztrália                                                        | 14:39,54   | Jörg Hoffmann · Németország                                                          | 14:40,67   | Graeme Smith · Egyesült Királyság                                                | 14:46,85 |
|                           |                                                                                   |            |                                                                                      |            |                                                                                  |          |
| 100 m-es hátúszás         | Neisser Bent · Kuba                                                               | 52,77      | Brian Retterer · Egyesült Államok                                                    | 53,06      | Adrian Radley · Ausztrália                                                       | 53,36    |
| 200 m-es hátúszás         | Neisser Bent · Kuba                                                               | 1:54,21    | Vang Vej · Kína                                                                      | 1:54,82    | Vladimir Selkov · Oroszország                                                    | 1:55,15  |
|                           |                                                                                   |            |                                                                                      |            |                                                                                  |          |
| 100 m-es mellúszás        | Patrik Isaksson · Svédország                                                      | 59,99      | Stanislav Lopukhov · Oroszország                                                     | 1:00,05    | Jens Kruppa · Németország                                                        | 1:00,18  |
| 200 m-es mellúszás        | Aleksandr Gukov · Fehéroroszország                                                | 2:09,25    | Andrey Korneyev · Oroszország                                                        | 2:09,28    | Jens Kruppa · Németország                                                        | 2,10,53  |
|                           |                                                                                   |            |                                                                                      |            |                                                                                  |          |
| 100 m-es pillangóúszás    | Lars Frölander · Svédország                                                       | 51,95      | Geoff Huegill · Ausztrália                                                           | 51,99      | Michael Klim · Ausztrália                                                        | 52,02    |
| 200 m-es pillangóúszás    | James Hickman · Egyesült Királyság                                                | 1:55,55    | Denys Sylantyev · Ukrajna                                                            | 1:55,76    | Scott Goodman · Ausztrália                                                       | 1:55,94  |
|                           |                                                                                   |            |                                                                                      |            |                                                                                  |          |
| 200 m-es vegyes úszás     | Matthew Dunn · Ausztrália                                                         | 1:57,46    | Christian Keller · Németország                                                       | 1:58,35    | Ron Karnaugh · Egyesült Államok                                                  | 1:59,12  |
| 400 m-es vegyes úszás     | Matthew Dunn · Ausztrália                                                         | 4:06,89    | Xie Xufeng · Kína                                                                    | 4:12,52    | Christian Keller · Németország                                                   | 4:12,53  |
|                           |                                                                                   |            |                                                                                      |            |                                                                                  |          |
| 4 × 100 m-es gyorsváltó   | Németország · Lars Conrad · Christian Tröger · Alexander Lüderitz · Aimo Heilmann | 3:14,08    | Svédország · Fredrik Letzler · Anders Holmertz · Ola Fagerstrand · Lars Frölander ·  | 3:14,22    | Ausztrália · Michael Klim · Scott Logan · Richard Upton · Jeffrey English        | 3:14,83  |
| 4 × 200 m-es gyorsváltó   | Ausztrália · Michael Klim · Grant Hackett · William Kirby · Matthew Dunn          | 7:02,74 WR | Svédország · Anders Lyrbring · Anders Holmertz · Lars Frölander · Fredrik Letzler    | 7:05,61    | Egyesült Királyság · Paul Palmer · Andrew Clayton · Mark Stevens · James Salter  | 7:05,81  |
| 4 × 100 m-es vegyes váltó | Ausztrália · Adrian Radley · Phil Rogers · Geoff Huegill · Michael Klim           | 3:30,66 WR | Oroszország · Vladimir Selkov · Stanislav Lopukhov · Denis Pankratov · Roman Yegorov | 3:32,56 ER | Egyesült Királyság · Martin Harris · Richard Maden · James Hickman · Mark Foster | 3:32,61  |

### Női
| Versenyszám               | Arany                                                | Arany      | Ezüst                                                                             | Ezüst      | Bronz                                                                                 | Bronz   |
| ------------------------- | ---------------------------------------------------- | ---------- | --------------------------------------------------------------------------------- | ---------- | ------------------------------------------------------------------------------------- | ------- |
| 50 m-es gyorsúszás        | Sandra Völker · Németország                          | 24,70 ER   | Jenny Thompson · Egyesült Államok                                                 | 24,78      | Le Jingyi · Kína                                                                      | 24,83   |
| 100 m-es gyorsúszás       | Jenny Thompson · Egyesült Államok                    | 53,46      | Sandra Völker · Németország                                                       | 53,50      | Le Jingyi · Kína                                                                      | 53,72   |
| 200 m-es gyorsúszás       | Claudia Poll · Costa Rica                            | 1:54,17 WR | Nian Yun · Kína                                                                   | 1:56,24    | Martina Moravcová · Szlovákia                                                         | 1:56,66 |
| 400 m-es gyorsúszás       | Claudia Poll · Costa Rica                            | 4:00,03 WR | Natasha Bowron · Ausztrália                                                       | 4:05,76    | Kerstin Kielgass · Németország                                                        | 4:07,13 |
| 800 m-es gyorsúszás       | Natasha Bowron · Ausztrália                          | 8:26,45    | Kerstin Kielgass · Németország                                                    | 8:28,10    | Carla Geurts · Hollandia                                                              | 8:28,96 |
|                           |                                                      |            |                                                                                   |            |                                                                                       |         |
| 100 m-es hátúszás         | Lu Donghua · Kína                                    | 59,75      | Chen Yan · Kína                                                                   | 1:00,14    | Misty Hyman · Egyesült Államok                                                        | 1:00,17 |
| 200 m-es hátúszás         | Chen Yan · Kína                                      | 2:07,50    | Misty Hyman · Egyesült Államok                                                    | 2:07,66    | Lia Oberstar · Egyesült Államok                                                       | 2:08,29 |
|                           |                                                      |            |                                                                                   |            |                                                                                       |         |
| 100 m-es mellúszás        | Kristy Ellem · Ausztrália                            | 1:08,27    | Alicja Pęczak · Lengyelország                                                     | 1:08,33    | Svetlana Bondarenko · Ukrajna                                                         | 1:08,39 |
| 200 m-es mellúszás        | Kristy Ellem · Ausztrália                            | 2:22,68    | Larisa Lăcustă · Románia                                                          | 2:25,60    | Alicja Pęczak · Lengyelország                                                         | 2:25,62 |
|                           |                                                      |            |                                                                                   |            |                                                                                       |         |
| 100 m-es pillangóúszás    | Jenny Thompson · Egyesült Államok                    | 57,79 WR   | Cai Huijue · Kína                                                                 | 57,92      | Misty Hyman · Egyesült Államok                                                        | 57,95   |
| 200 m-es pillangóúszás    | Liu Limin · Kína                                     | 2:07,20    | Hitomi Kashima · Japán                                                            | 2:07,34    | Misty Hyman · Egyesült Államok                                                        | 2:07,54 |
|                           |                                                      |            |                                                                                   |            |                                                                                       |         |
| 200 m-es vegyes úszás     | Louise Karlsson · Svédország                         | 2:11,19    | Martina Moravcová · Szlovákia                                                     | 2:11,39    | Sue Rolph · Egyesült Királyság                                                        | 2:12,39 |
| 400 m-es vegyes úszás     | Emma Johnson · Ausztrália                            | 4:35,18    | Sabine Herbst · Németország                                                       | 4:36,02    | Joanne Malar · Kanada                                                                 | 4:37,46 |
|                           |                                                      |            |                                                                                   |            |                                                                                       |         |
| 4 × 100 m-es gyorsváltó   | Kína · Le Jingyi · Chao Na · Shan Ying · Nian Yun    | 3:34,55 WR | Németország · Simone Osygus · Antje Buschschulte · Katrin Meißner · Sandra Völker | 3:34,69 ER | Svédország · Johanna Sjöberg · Louise Karlsson · Malin Svahnström · Therese Alshammar | 3:38,07 |
| 4 × 200 m-es gyorsváltó   | Kína · Wang Luna · Nian Yun · Chen Yan · Shan Ying   | 7:51,92 WR | Svédország · Johanna Sjöberg · Josefin Lillhage · Louise Jöhncke · Malin Nilsson  | 7:56,04    | Ausztrália · Julia Greville · Natasha Bowron · Lise Mackie · Emma Johnson             | 7:56,12 |
| 4 × 100 m-es vegyes váltó | Kína · Lu Donghua · Han Xue · Cai Huijue · Le Jingyi | 3:57,83    | Egyesült Államok · Lia Oberstar · Amanda Beard · Misty Hyman · Jenny Thompson     | 3:58,94    | Ausztrália · Meredith Smith · Kristy Ellem · Angela Kennedy · Sarah Ryan              | 4:01,55 |